# Владимир Бульов
Владимир К. Бульов е български спелеолог, журналист и писател от Македония.

## Биография
Роден е в 1888 година в Крушево, тогава в Османската империя. Занимава се с журналистика. Владимир Бульов става един от видните спелеолози за времето си. След войните емигрира в България и взима дейно участие в дейността на организацията на македонската емиграция. В 1923 година Бульов е сред учредителите на Македонския научен институт. Деец е на Крушевското благотворително братство.
Участва като делегат от Крушевското македонско братство в обединителния конгрес на Македонската федеративна организация и Съюза на македонските емигрантски организации от януари 1923 година.
Бульов е избран за съветник в Националния комитет на новоучредения Съюз на македонските братства.
Женен е за дъщерята на Перикли Чилев.